# Việt Nam tại Olympic Hóa học Quốc tế
Việt Nam bắt đầu tham dự kỳ thi Olympic Hóa học Quốc tế từ năm 1996, tương đối muộn. Tuy nhiên, những năm gần đây, đoàn Việt Nam luôn ở nhóm các quốc gia có kết quả thi cao nhất.
IChO lần thứ 46 đã được tổ chức ở Việt Nam vào năm 2014. Đây là lần thứ ba Việt Nam đăng cai tổ chức một kỳ thi Olympic Khoa học Quốc tế dành cho học sinh trung học phổ thông. Trước đó Việt Nam đã tổ chức Olympic Toán học Quốc tế vào năm 2007 và Olympic Vật lí Quốc tế vào năm 2008.
Cho đến nay đã có 3 học sinh Việt Nam từng đạt 2 HCV Olympic Hóa học Quốc tế là Vũ Minh Châu (năm 2008; 2009), Đinh Quang Hiếu (năm 2016; 2017) và Phạm Đức Anh (năm 2017; 2018), các bạn đều là học sinh trường THPT chuyên KHTN, ĐHQG Hà Nội.
Năm 2021, 2023 và 2024, đoàn Việt Nam dành được 4/4 huy chương, trong đó gồm 3 HCV, 1 HCB.
Năm 2020 (tổ chức từ xa), 2022 (tổ chức từ xa) và 2025 (trực tiếp) đoàn Việt Nam lập kỷ lục với 4/4 Huy chương Vàng.

## Danh sách các đoàn học sinh Việt Nam tham gia IChO và kết quả
Chú thích:  = Huy chương Vàng;  = Huy chương Bạc;  = Huy chương Đồng; KK = Khuyến khích (Bằng danh dự)
Chú ý:  Bạn có thể sắp xếp nội dung theo các nhóm khi bấm vào ký hiệu ô vuông nhỏ ở tiêu đề các cột ở bảng dưới đây.
| IChO lần thứ | Địa điểm                                    | Học sinh              | Trường                                                  | Giải thưởng              | Điểm số                              | Vị trí toàn đoàn |
| ------------ | ------------------------------------------- | --------------------- | ------------------------------------------------------- | ------------------------ | ------------------------------------ | ---------------- |
| 28 (1996)    | Moskva, Nga                                 | Nghiêm Đức Long       | THPT chuyên Hà Nội – Amsterdam                          | HCĐ                      | 66.031                               |                  |
| 28 (1996)    | Moskva, Nga                                 | Nguyễn Duy Hùng       | THPT chuyên Lam Sơn, Thanh Hóa                          | HCĐ                      | 60.160                               |                  |
| 28 (1996)    | Moskva, Nga                                 | Nguyễn Minh Ngọc      | THPT Năng khiếu Ngô Sĩ Liên, Bắc Giang                  | HCĐ                      | 53.151                               |                  |
| 28 (1996)    | Moskva, Nga                                 | Nguyễn Như Thông      | THPT chuyên Lam Sơn, Thanh Hóa                          | KK                       |                                      |                  |
| 29 (1997)    | Montreal, Canada                            | Nguyễn Ngọc Bảo       | THPT chuyên KHTN, ĐHQG Hà Nội                           | HCB                      | 67.75                                |                  |
| 29 (1997)    | Montreal, Canada                            | Quách Vũ Đạt          | THPT chuyên Lê Hồng Phong, TP HCM                       | HCĐ                      | 60.00                                |                  |
| 29 (1997)    | Montreal, Canada                            | Lương Văn Huấn        | THPT chuyên Lê Hồng Phong, Nam Định                     | HCĐ                      | 58.50                                |                  |
| 29 (1997)    | Montreal, Canada                            | Đỗ Hoàng Tùng         | THPT chuyên Lam Sơn, Thanh Hóa                          | Bằng khen                | 47.50                                |                  |
| 30 (1998)    | Melbourne, Australia                        | Vi Anh Tuấn           | THPT Cẩm Phả, Cẩm Phả, Quảng Ninh                       | HCB                      | (hạng 58)                            |                  |
| 30 (1998)    | Melbourne, Australia                        | Vũ Thị Lan Hương      | THPT chuyên Lam Sơn, Thanh Hóa                          | HCB                      | (hạng 60)                            |                  |
| 30 (1998)    | Melbourne, Australia                        | Nguyễn Hữu Thọ        | THPT chuyên Hùng Vương, Phú Thọ                         | HCĐ                      | (hạng 83)                            |                  |
| 30 (1998)    | Melbourne, Australia                        | Nguyễn Thu Hiền       | THPT chuyên KHTN, ĐHQG Hà Nội                           | Giấy chứng nhận đặc biệt | (hạng 133)                           |                  |
| 31 (1999)    | Băng Cốc, Thái Lan                          | Nguyễn Ngọc Mạnh      | THPT chuyên KHTN, ĐHQG Hà Nội                           | HCB                      | 79.297 (hạng 29)                     |                  |
| 31 (1999)    | Băng Cốc, Thái Lan                          | Nguyễn Cao Nhã        | THPT chuyên Lê Hồng Phong, TP HCM                       | HCB                      | 72.686 (hạng 53)                     |                  |
| 31 (1999)    | Băng Cốc, Thái Lan                          | Đào Vĩnh Ninh         | THPT chuyên Lam Sơn, Thanh Hóa                          | HCB                      | 71.757 (hạng 58)                     |                  |
| 31 (1999)    | Băng Cốc, Thái Lan                          | Nguyễn Minh Hiếu      | THPT chuyên Hùng Vương, Phú Thọ                         | HCĐ                      | 68.179 (hạng 71)                     |                  |
| 32 (2000)    | Copenhagen, Đan Mạch                        | Nguyễn Hải Bình       | THPT Năng khiếu Trần Phú, Hải Phòng                     | HCV                      |                                      |                  |
| 32 (2000)    | Copenhagen, Đan Mạch                        | Nguyễn Thành Vinh     | THPT chuyên Lam Sơn, Thanh Hóa                          | HCB                      |                                      |                  |
| 32 (2000)    | Copenhagen, Đan Mạch                        | Nguyễn Thị Minh Thoa  | THPT chuyên KHTN, ĐHQG Hà Nội                           | HCB                      |                                      |                  |
| 32 (2000)    | Copenhagen, Đan Mạch                        | Nguyễn Thị Hạnh Thùy  | THPT chuyên Lê Hồng Phong, TP HCM (lớp 11)              | HCĐ                      |                                      |                  |
| 33(2001)     | Mumbai, Ấn Độ                               | Nguyễn Thị Hạnh Thùy  | THPT chuyên Lê Hồng Phong, TP HCM (lớp 12)              | HCB                      | 79.01                                |                  |
| 33(2001)     | Mumbai, Ấn Độ                               | Nguyễn Văn Khiêm      | THPT chuyên Nguyễn Trãi, Hải Dương                      | HCB                      | 74.39                                |                  |
| 33(2001)     | Mumbai, Ấn Độ                               | Lê Tuấn Anh           | THPT chuyên Lam Sơn, Thanh Hóa                          | HCĐ                      | 60.57                                |                  |
| 33(2001)     | Mumbai, Ấn Độ                               | Phạm Thị Nam Bình     | THPT chuyên Lương Văn Tụy, Ninh Bình                    | Bằng khen                | 50.05                                |                  |
| 34 (2002)    | Hà Lan                                      | Lê Hoài Nam           | THPT Năng khiếu Hàn Thuyên, Bắc Ninh                    | HCB                      |                                      |                  |
| 34 (2002)    | Hà Lan                                      | Đào Thanh Hải         | THPT Phan Bội Châu, Nghệ An                             | HCB                      |                                      |                  |
| 34 (2002)    | Hà Lan                                      | Cao Thị Phương Anh    | THPT Năng khiếu Trần Phú, Hải Phòng (lớp 11)            | HCĐ                      |                                      |                  |
| 34 (2002)    | Hà Lan                                      | Bùi Hữu Tài           | THPT chuyên Nguyễn Trãi, Hải Dương                      | Bằng khen                |                                      |                  |
| 35 (2003)    | Athens, Hy Lạp                              | Cao Thị Phương Anh    | THPT Năng khiếu Trần Phú, Hải Phòng (lớp 12)            | HCV                      |                                      |                  |
| 35 (2003)    | Athens, Hy Lạp                              | Vũ Việt Cường         | THPT chuyên KHTN, ĐHQG Hà Nội (lớp 11 chuyên Hóa)       | HCĐ                      |                                      |                  |
| 35 (2003)    | Athens, Hy Lạp                              | Nguyễn Thị Thu Hà     | THPT chuyên Lương Văn Tụy, Ninh Bình                    | HCĐ                      |                                      |                  |
| 35 (2003)    | Athens, Hy Lạp                              | Lê Thanh Tùng         | THPT chuyên Nguyễn Trãi, Hải Dương                      | HCĐ                      |                                      |                  |
| 36 (2004)    | Cộng hòa Liên bang Đức                      | Vũ Việt Cường         | THPT chuyên KHTN, ĐHQG Hà Nội (lớp 12 chuyên Hóa)       | HCB                      |                                      |                  |
| 36 (2004)    | Cộng hòa Liên bang Đức                      | Nguyễn Mai Luân       | THPT chuyên KHTN, ĐHQG Hà Nội (lớp 11 chuyên Hóa)       | HCB                      |                                      |                  |
| 36 (2004)    | Cộng hòa Liên bang Đức                      | Trần Ngọc Tân         | THPT chuyên Thái Bình                                   | HCB                      |                                      |                  |
| 36 (2004)    | Cộng hòa Liên bang Đức                      | Hà Minh Tú            | THPT chuyên KHTN, ĐHQG Hà Nội (lớp 11 chuyên Hóa)       | HCĐ                      |                                      |                  |
| 37 (2005)    | Đài Loan                                    | Nguyễn Mai Luân       | THPT chuyên KHTN, ĐHQG Hà Nội (lớp 12 chuyên Hóa)       | HCV                      |                                      |                  |
| 37 (2005)    | Đài Loan                                    | Nguyễn Hoàng Minh     | THPT chuyên KHTN, ĐHQG Hà Nội (lớp 11 chuyên Hóa)       | HCV                      |                                      |                  |
| 37 (2005)    | Đài Loan                                    | Ngô Xuân Hoàng        | THPT chuyên Nguyễn Trãi, Hải Dương (lớp 12)             | HCV                      |                                      |                  |
| 37 (2005)    | Đài Loan                                    | Nguyễn Huy Việt       | THPT chuyên KHTN, ĐHQG Hà Nội (lớp 11 chuyên Hóa)       | HCB                      |                                      |                  |
| 38 (2006)    | Hàn Quốc                                    | Đặng Tiến Đức         | THPT chuyên KHTN, ĐHQG Hà Nội (lớp 12 chuyên Hóa)       | HCV                      |                                      |                  |
| 38 (2006)    | Hàn Quốc                                    | Từ Ngọc Ly Lan        | THPT chuyên KHTN, ĐHQG Hà Nội (lớp 12 chuyên Hóa)       | HCV                      |                                      |                  |
| 38 (2006)    | Hàn Quốc                                    | Nguyễn Hoàng Minh     | THPT chuyên KHTN, ĐHQG Hà Nội (lớp 12 chuyên Hóa)       | HCB                      |                                      |                  |
| 38 (2006)    | Hàn Quốc                                    | Trần Nam Trung        | THPT Năng khiếu Trần Phú, Hải Phòng (lớp 12)            | HCB                      |                                      |                  |
| 39 (2007)    | Cộng hòa Liên bang Nga                      | Nguyễn Thị Ngọc Minh  | THPT chuyên KHTN, ĐHQG Hà Nội (lớp 12)                  | HCV                      |                                      |                  |
| 39 (2007)    | Cộng hòa Liên bang Nga                      | Phan Trần Hồng Hà     | THPT Năng khiếu Trần Phú, Hải Phòng                     | HCB                      |                                      |                  |
| 39 (2007)    | Cộng hòa Liên bang Nga                      | Bùi Lê Linh           | THPT Năng khiếu Trần Phú, Hải Phòng                     | HCB                      |                                      |                  |
| 39 (2007)    | Cộng hòa Liên bang Nga                      | Lê Đình Mạnh          | THPT chuyên Hùng Vương, Phú Thọ                         | KK                       |                                      |                  |
| 40 (2008)    | Hungary                                     | Bùi Tuấn Linh         | THPT chuyên Hà Nội – Amsterdam                          | HCV                      |                                      |                  |
| 40 (2008)    | Hungary                                     | Vũ Minh Châu          | THPT chuyên KHTN, ĐHQG Hà Nội (lớp 11 chuyên Hóa)       | HCV                      |                                      |                  |
| 40 (2008)    | Hungary                                     | Chu Thị Ngọc Anh      | THPT Năng khiếu Trần Phú, Hải Phòng                     | HCĐ                      |                                      |                  |
| 40 (2008)    | Hungary                                     | Phạm Anh Tuấn         | THPT chuyên KHTN, ĐHQG Hà Nội                           | HCĐ                      |                                      |                  |
| 41 (2009)    | Anh                                         | Vũ Minh Châu          | THPT chuyên KHTN, ĐHQG Hà Nội (lớp 12 chuyên Hóa)       | HCV                      |                                      |                  |
| 41 (2009)    | Anh                                         | Lê Đức Anh            | THPT Năng khiếu Trần Phú, Hải Phòng (lớp 12 chuyên Hóa) | HCB                      |                                      |                  |
| 41 (2009)    | Anh                                         | Lưu Nguyễn Hồng Quang | Phổ thông Năng khiếu, ĐHQG Tp HCM (lớp 11 chuyên Hóa)   | HCB                      |                                      |                  |
| 41 (2009)    | Anh                                         | Lê Thu Hương          | THPT chuyên Hưng Yên (lớp 12)                           | HCĐ                      |                                      |                  |
| 42 (2010)    | Nhật Bản                                    | Nguyễn Đức Bình       | THPT chuyên Lam Sơn, Thanh Hóa                          | HCB                      |                                      |                  |
| 42 (2010)    | Nhật Bản                                    | Lưu Nguyễn Hồng Quang | Phổ thông Năng khiếu, ĐHQG Tp HCM (lớp 12 chuyên Hóa)   | HCB                      |                                      |                  |
| 42 (2010)    | Nhật Bản                                    | Lê Anh Tuấn           | THPT chuyên Trần Phú, Hải Phòng                         | HCĐ                      |                                      |                  |
| 42 (2010)    | Nhật Bản                                    | Mai Thu Cúc           | THPT chuyên Nguyễn Trãi, Hải Dương                      | HCĐ                      |                                      |                  |
| 43 (2011)    | Thổ Nhĩ Kỳ                                  | Trần Thị Ngọc Quý     | Phổ thông Năng khiếu, ĐHQG TPHCM (lớp 12 chuyên Hóa)    | HCB                      | 87.02 (hạng 41)                      |                  |
| 43 (2011)    | Thổ Nhĩ Kỳ                                  | Phạm Đăng Huy         | THPT Năng khiếu Trần Phú, Hải Phòng (Lớp 11 chuyên Hóa) | HCB                      |                                      |                  |
| 43 (2011)    | Thổ Nhĩ Kỳ                                  | Võ Duy Việt           | THPT chuyên Lê Quý Đôn, Bình Định                       | HCĐ                      |                                      |                  |
| 43 (2011)    | Thổ Nhĩ Kỳ                                  | Phạm Minh Đức         | THPT chuyên Hà Nội – Amsterdam                          | HCĐ                      |                                      |                  |
| 44 (2012)    | Hoa Kỳ                                      | Phạm Đăng Huy         | THPT Năng khiếu Trần Phú, Hải Phòng                     | HCV                      |                                      |                  |
| 44 (2012)    | Hoa Kỳ                                      | Nguyễn Văn Phương     | THPT chuyên Nguyễn Huệ, Hà Nội                          | HCB                      |                                      |                  |
| 44 (2012)    | Hoa Kỳ                                      | Nguyễn Việt Hoàng     | THPT chuyên Hà Nội – Amsterdam                          | HCB                      |                                      |                  |
| 44 (2012)    | Hoa Kỳ                                      | Trần Thị Mai Hương    | THPT chuyên Lê Hồng Phong, Nam Định                     | HCĐ                      |                                      |                  |
| 45 (2013)    | Nga                                         | Phạm Quang Dũng       | THPT chuyên KHTN, ĐHQG Hà Nội (lớp 12 chuyên Hóa)       | HCV                      | 71.38 (hạng 15)                      |                  |
| 45 (2013)    | Nga                                         | Lê Đức Việt           | THPT chuyên Trần Phú, Hải Phòng                         | HCB                      | 65.86 (hạng 40)                      |                  |
| 45 (2013)    | Nga                                         | Hồ Quang Khải         | THPT chuyên KHTN, ĐHQG Hà Nội (lớp 12 chuyên Hóa)       | HCB                      | 59.18 (hạng 72)                      |                  |
| 45 (2013)    | Nga                                         | Nguyễn Quốc Anh       | THPT chuyên KHTN, ĐHQG Hà Nội (lớp 12 chuyên Hóa)       | HCB                      | 57.33 (hạng 80)                      |                  |
| 46 (2014)    | Việt Nam                                    | Phạm Mai Phương       | THPT chuyên Hà Nội – Amsterdam (lớp 12 chuyên Hóa)      | HCV                      | (hạng 3) Best achievement of Vietnam |                  |
| 46 (2014)    | Việt Nam                                    | Phạm Ngân Giang       | THPT chuyên Hà Nội – Amsterdam (lớp 12 chuyên Hóa)      | HCV                      | (hạng 15)                            |                  |
| 46 (2014)    | Việt Nam                                    | Đỗ Việt Hưng          | THPT chuyên Trần Phú, Hải Phòng                         | HCB                      | (hạng 34)                            |                  |
| 46 (2014)    | Việt Nam                                    | Đoàn Quốc Hoài Nam    | THPT chuyên Quốc Học Huế                                | HCB                      | (hạng 47)                            |                  |
| 47 (2015)    | Azerbaijan                                  | Đinh Tuấn Hoàng       | THPT chuyên Hà Nội – Amsterdam                          | HCV                      |                                      |                  |
| 47 (2015)    | Azerbaijan                                  | Phạm Thái Hà          | THPT chuyên Hà Nội – Amsterdam                          | HCB                      |                                      |                  |
| 47 (2015)    | Azerbaijan                                  | Trần Đình Hiếu        | THPT chuyên Bắc Ninh                                    | HCB                      |                                      |                  |
| 47 (2015)    | Azerbaijan                                  | Nguyễn Thúy Hằng      | THPT chuyên Hùng Vương, Phú Thọ                         | HCĐ                      |                                      |                  |
| 48 (2016)    | Gruzia                                      | Đinh Quang Hiếu       | THPT chuyên KHTN, ĐHQG Hà Nội                           | HCV                      | 89.764 (hạng 7)                      |                  |
| 48 (2016)    | Gruzia                                      | Nguyễn Khánh Duy      | THPT chuyên Lam Sơn, Thanh Hóa                          | HCV                      | 86.116 (hạng 16)                     |                  |
| 48 (2016)    | Gruzia                                      | Nguyễn Thành Trung    | THPT chuyên Lê Hồng Phong, Nam Định                     | HCB                      | 79.212 (hạng 38)                     |                  |
| 48 (2016)    | Gruzia                                      | Phạm Đức Minh         | THPT chuyên Hà Nội – Amsterdam (lớp 11 chuyên Hóa)      | Không                    | 43.68                                |                  |
| 49 (2017)    | Thái Lan                                    | Đinh Quang Hiếu       | THPT chuyên KHTN, ĐHQG Hà Nội                           | HCV                      |                                      |                  |
| 49 (2017)    | Thái Lan                                    | Nguyễn Bằng Thanh Lâm | THPT chuyên Hà Nội – Amsterdam                          | HCV                      |                                      |                  |
| 49 (2017)    | Thái Lan                                    | Phạm Đức Anh          | THPT chuyên KHTN, ĐHQG Hà Nội (lớp 11 chuyên Hóa)       | HCV                      |                                      |                  |
| 49 (2017)    | Thái Lan                                    | Hoàng Nghĩa Tuyến     | THPT chuyên Phan Bội Châu, Nghệ An                      | HCB                      |                                      |                  |
| 50 (2018)    | Cộng hoà Séc và Slovakia                    | Phạm Đức Anh          | THPT chuyên KHTN, ĐHQG Hà Nội (lớp 12 chuyên Hóa)       | HCV                      | (hạng 17)                            |                  |
| 50 (2018)    | Cộng hoà Séc và Slovakia                    | Nguyễn Văn Chí Nguyên | THPT chuyên Lam Sơn, Thanh Hóa (lớp 11 chuyên Hóa)      | HCB                      | (hạng 63)                            |                  |
| 50 (2018)    | Cộng hoà Séc và Slovakia                    | Hoàng Thanh Tùng      | THPT chuyên Lê Hồng Phong, Nam Định                     | HCB                      | (hạng 69)                            |                  |
| 50 (2018)    | Cộng hoà Séc và Slovakia                    | Phan Nhật Duật        | THPT chuyên Phan Bội Châu, Nghệ An                      | HCĐ                      | (hạng 107)                           |                  |
| 51 (2019)    | Cộng hòa Pháp                               | Trần Bá Tân           | THPT chuyên Hà Nội – Amsterdam                          | HCV                      | Best practical (hạng 4)              |                  |
| 51 (2019)    | Cộng hòa Pháp                               | Nguyễn Văn Chí Nguyên | THPT chuyên Lam Sơn, Thanh Hóa (lớp 12 chuyên Hóa)      | HCV                      |                                      |                  |
| 51 (2019)    | Cộng hòa Pháp                               | Nguyễn Đình Hoàng     | THPT chuyên Nguyễn Tất Thành, Yên Bái                   | HCB                      |                                      |                  |
| 51 (2019)    | Cộng hòa Pháp                               | Phạm Thanh Lâm        | THPT chuyên Lê Hồng Phong, Nam Định                     | HCB                      |                                      |                  |
| 52 (2020)    | Thổ Nhĩ Kỳ                                  | Lý Hải Đăng           | THPT chuyên Trần Phú, Hải Phòng                         | HCV                      | 96.97/100 (hạng 5)                   | 2/60             |
| 52 (2020)    | Thổ Nhĩ Kỳ                                  | Nguyễn Hoàng Dương    | THPT chuyên KHTN, ĐHQG Hà Nội (lớp 11 chuyên Hóa)       | HCV                      | 94.08/100 (hạng 9)                   | 2/60             |
| 52 (2020)    | Thổ Nhĩ Kỳ                                  | Phạm Trung Quốc Anh   | THPT chuyên Phan Bội Châu, Nghệ An                      | HCV                      | 92.50/100 (hạng 15)                  | 2/60             |
| 52 (2020)    | Thổ Nhĩ Kỳ                                  | Đàm Thị Minh Trang    | THPT chuyên Lê Hồng Phong, Nam Định                     | HCV                      | 91.38/100 (hạng 21)                  | 2/60             |
| 53 (2021)    | Nhật Bản                                    | Nguyễn Duy Anh        | THPT chuyên Hà Nội – Amsterdam                          | HCV                      | (hạng 8)                             | 3/85             |
| 53 (2021)    | Nhật Bản                                    | Phạm Đức Nam Phương   | THPT chuyên Nguyễn Trãi, Hải Dương                      | HCV                      | (hạng 12)                            | 3/85             |
| 53 (2021)    | Nhật Bản                                    | Nguyễn Lê Thảo Anh    | THPT chuyên Hà Nội – Amsterdam                          | HCV                      | (hạng 30)                            | 3/85             |
| 53 (2021)    | Nhật Bản                                    | Nguyễn Hoàng Dương    | THPT chuyên KHTN, ĐHQG Hà Nội (lớp 12 chuyên Hóa)       | HCB                      | (hạng 34)                            | 3/85             |
| 54 (2022)    | Thiên Tân, Trung Quốc                       | Nguyễn Việt Phong     | THPT chuyên Lê Hồng Phong, TPHCM                        | HCV                      | 94.46 (hạng 11)                      | 2/83             |
| 54 (2022)    | Thiên Tân, Trung Quốc                       | Phan Xuân Hành        | THPT chuyên Hà Tĩnh                                     | HCV                      | 93.82 (hạng 14)                      | 2/83             |
| 54 (2022)    | Thiên Tân, Trung Quốc                       | Trần Đức Minh         | THPT chuyên Biên Hòa, Hà Nam                            | HCV                      | 94.33 (hạng 17)                      | 2/83             |
| 54 (2022)    | Thiên Tân, Trung Quốc                       | Phạm Nguyễn Minh Tuấn | THPT chuyên KHTN, ĐHQG Hà Nội (lớp 11 chuyên Hóa)       | HCV                      | 92.28 (hạng 22)                      | 2/83             |
| 55 (2023)    | Zürich, Thụy Sĩ                             | Đinh Cao Sơn          | THPT chuyên Hà Tĩnh                                     | HCV                      | 82.14 (hạng 7)                       | 3/83             |
| 55 (2023)    | Zürich, Thụy Sĩ                             | Nguyễn Kim Giang      | THPT chuyên Bắc Ninh                                    | HCV                      | 80.02 (hạng 10)                      | 3/83             |
| 55 (2023)    | Zürich, Thụy Sĩ                             | Nguyễn Mạnh Khôi      | THPT chuyên KHTN, ĐHQG Hà Nội                           | HCV                      | 76.62 (hạng 16)                      | 3/83             |
| 55 (2023)    | Zürich, Thụy Sĩ                             | Mai Văn Đức           | THPT chuyên Phan Bội Châu, Nghệ An                      | HCB                      | 71.39 (hạng 45)                      | 3/83             |
| 56 (2024)    | Riyadh, Ả Rập Xê Út                         | Nguyễn Hữu Tiến Hưng  | THPT chuyên Bắc Ninh                                    | HCV                      | 77.35 (hạng 17)                      | 2/89             |
| 56 (2024)    | Riyadh, Ả Rập Xê Út                         | Giáp Vũ Sơn Hà        | THPT chuyên Bắc Giang                                   | HCV                      | 77.32 (hạng 18)                      | 2/89             |
| 56 (2024)    | Riyadh, Ả Rập Xê Út                         | Trần Đăng Khôi        | THPT chuyên Hà Nội – Amsterdam                          | HCV                      | 75.22 (hạng 23)                      | 2/89             |
| 56 (2024)    | Riyadh, Ả Rập Xê Út                         | Đỗ Phú Quốc           | THPT chuyên Lê Thánh Tông, Quảng Nam                    | HCB                      | 66.25 (hạng 48)                      | 2/89             |
| 57 (2025)    | Dubai, Các tiểu Vương quốc Ả Rập Thống nhất | Ngô Quang Minh        | THPT chuyên Bắc Ninh                                    | HCV                      | 84.82 (hạng 7)                       | 2/90             |
| 57 (2025)    | Dubai, Các tiểu Vương quốc Ả Rập Thống nhất | Nguyễn Hoàng Khôi     | THPT chuyên ĐHSP, ĐHSP Hà Nội                           | HCV                      | 83.43 (hạng 10)                      | 2/90             |
| 57 (2025)    | Dubai, Các tiểu Vương quốc Ả Rập Thống nhất | Giang Đức Dũng        | THPT chuyên KHTN, ĐHQG Hà Nội                           | HCV                      | 79.98 (hạng 14)                      | 2/90             |
| 57 (2025)    | Dubai, Các tiểu Vương quốc Ả Rập Thống nhất | Nguyễn Mạnh Tuấn      | THPT chuyên Hà Nội – Amsterdam (lớp 11 chuyên Hóa)      | HCV                      | 71.37 (hạng 37)                      | 2/90             |